# Axelle Ropert
Axelle Ropert, née le 15 février 1972 à Paris, est une journaliste, critique de cinéma, scénariste et réalisatrice française.
Elle est la scénariste des films de Serge Bozon. La Famille Wolberg, son premier long métrage, est présenté au Festival de Cannes 2009 dans le cadre de la Quinzaine des réalisateurs.

## Biographie

### Formation
Axelle Ropert suit des études de lettres en hypokhâgne au lycée Henri-IV à Paris. Passionnée par la littérature du XIXe siècle, elle veut d'abord être romancière ; elle s'oriente vers le cinéma lorsqu'elle rencontre Serge Bozon. Après avoir échoué au concours d'entrée à La Femis, elle apprend le métier de scénariste par elle-même en travaillant avec Serge Bozon.

### Réalisatrice et scénariste
Elle passe à la réalisation avec Étoile violette (2004) où elle donne le rôle de Jean-Jacques Rousseau à l'acteur Lou Castel et le premier rôle à Serge Bozon.
Avec Odile Barski et Serge Bozon, elle écrit le scénario de Tip Top à partir du roman du même nom de l'écrivain britannique Bill James. Le tournage du film débute en mai 2012 avec Sandrine Kiberlain, Isabelle Huppert et François Damiens dans les rôles principaux.
En octobre 2012, elle commence le tournage de son second long métrage, Tirez la langue, mademoiselle, avec Louise Bourgoin, Cédric Kahn et Laurent Stocker. Le film raconte l'histoire de deux frères médecins passionnés par leur métier qui tombent amoureux de la mère de l'une de leurs patientes. Produit par David Thion, le film sort en France le 4 septembre 2013.
À l'occasion du trentième anniversaire de la disparition de François Truffaut, la Cinémathèque française lui consacre en 2014 une exposition. Pour l'occasion, Axelle Ropert réalise un triptyque composé de trois courts métrages dans lesquels la cinéaste invite de jeunes comédiens entre 20 et 40 ans à passer un casting en répondant à un questionnaire « truffaldien ».

### Journalisme
Elle est la corédactrice en chef de la revue de cinéma La Lettre du cinéma, et participe également en tant que critique au magazine Les Inrockuptibles et à l'émission de Canal+ Cinéma Le Cercle.

### Engagement
Elle est membre du collectif 50/50 qui a pour but de promouvoir l’égalité des femmes et des hommes et la diversité dans le cinéma et l’audiovisuel,.

### Vie privée
Elle a deux enfants avec le réalisateur Serge Bozon.

## Filmographie

### En tant que réalisatrice
- 2004 : Étoile violette[13] (court métrage)
- 2009 : La Famille Wolberg
- 2011 : Sur le tournage d'Alain Resnais (documentaire)
- 2013 : Tirez la langue, mademoiselle
- 2014 : Acteurs, Actrices et Couples, trois courts métrages en hommage à François Truffaut[8]
- 2016 : La Prunelle de mes yeux
- 2021 : Petite Solange

### En tant que scénariste
- 1998 : L'Amitié de Serge Bozon
- 2003 : Mods de Serge Bozon
- 2004 : La France de Serge Bozon
- 2013 : Tip Top de Serge Bozon (scénario écrit en collaboration avec Odile Barski et Serge Bozon)
- 2018 : Madame Hyde de Serge Bozon (co-scénariste avec Serge Bozon)
- 2021 : Annie colère de Blandine Lenoir (co-scénariste avec Blandine Lenoir)[14]
- 2022 : La Bête dans la jungle de Patric Chiha (co-scénariste avec Patric Chiha et Jihane Chouaib)

## Publication
- Axelle Ropert, « Un Idéal d'art classique », dans José Moure, Gaël Pasquier et Claude Schopp, L'Atelier des cinéastes : De la Nouvelle Vague à nos jours, Archimbaud Klincksieck, 2012, p. 103-112